# Vallvidrera
Vallvidrera – miejscowość w Hiszpanii, w Katalonii, w prowincji Barcelona, w comarce Maresme, w gminie Arenys de Munt.
Według danych INE na dzień 1 stycznia 2010 roku miejscowość zamieszkiwało 6 osób, w tym czterech mężczyzn i dwie kobiety.